# Beethoven-félsziget

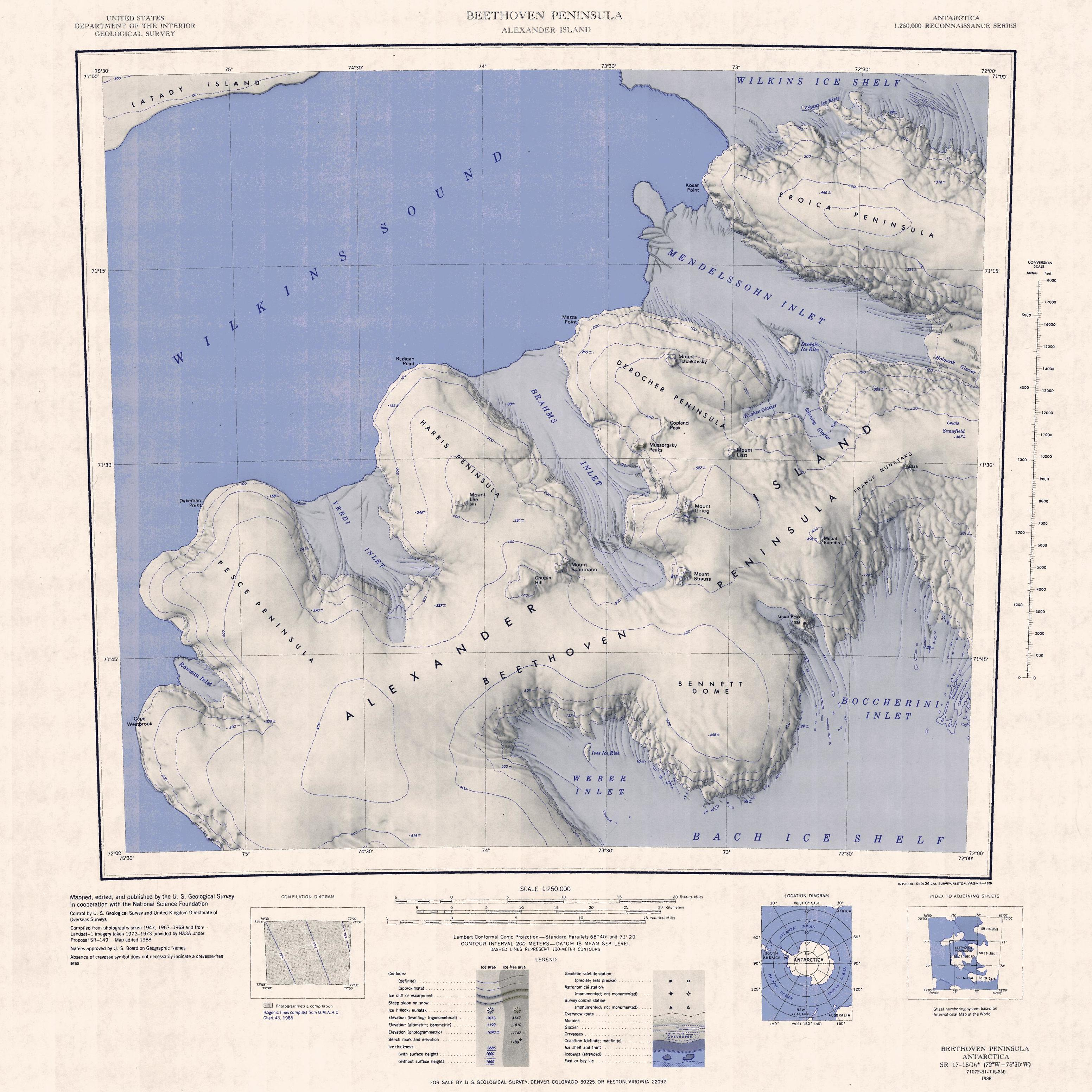
A félsziget 1: arányú térképe

Az Antarktiszon található I. Sándor-sziget délnyugati részét alkotó Beethoven-félsziget tagolt, jéggel borított félsziget, amely mintegy 100 km hosszú délkeleti-északnyugati irányban; legszélesebb része eléri a 100 kilométert is. A déli partja a Bach-selfjégbe, az északi a Wilkins-selfjégbe megy át. Az északi partot a Mendelssohn-, a Brahms- és a Verdi-öböl, a délit a Weber- és a Boccherini-öblök tagolják.
A félszigetet először 1940-ben pillantották meg, és egyben ekkor készült az első fénykép róla (a US Antarctic Service által). Nevét a UK Antarctic Place-Names Committee (nyersfordításban: az Egyesült Királyság Antarktiszi Névbizottsága) adta Ludwig van Beethoven emlékére.
Területén kilenc fedetlen csúcs, nunatak található, melyek egykori bazaltláva-folyásokból épülnek fel, ezek egyike a körülbelül 600 méteres Liszt Ferencről elnevezett Liszt-csúcs. Az eddig felfedezett legfiatalabb kőzetek 1 millió évnél is fiatalabbak.